# Spansk valsskink
Spansk valsskink (Chalcides bedriagai) är en ödleart som beskrevs av  Bosca 1880. Arten ingår i släktet Chalcides och familjen skinkar. Artepitet i det vetenskapliga namnet hedrar zoologen Jacques von Bedriaga.
Jämförd med andra släktmedlemmar är arten liten. Hela längden är maximal 16 cm. Typiska är små extremiteter med fem fingrar respektive tår. Övergången mellan det trekantiga huvudet och bålen är otydlig. Hela kroppen är täckt med fjäll men den känns mjuk. Färgen varierar mellan gråbrun och olivbrun. Ibland förväxlas arten med Chalcides striatus.
Denna ödla förekommer i Spanien, Portugal och Gibraltar. Den saknas i norra Spanien och den är glest fördelad i Portugal. Arten lever i låglandet och i bergstrakter upp till 1750 meter över havet. Den vistas i buskskogar, gräsmarker och besöker kulturland. Individerna gräver i mjukare jord. Honorna lägger inga ägg, utan föder tre eller fyra levande ungar per kull. Födan utgörs av skalbaggar, spindeldjur, mångfotingar och andra ryggradslösa djur. Arten kan återskapa sin svans men den nya svansen är kortare. Fortplantningen sker mellan mars och juni. Nyfödda ungar är mörkare än de vuxna exemplaren med svartaktiga strimmor på sidorna.
Regionala bestånd hotas av landskapsförändringar. Några individer äts av vildsvin som ökar sin utbredning på Iberiska halvön. IUCN kategoriserar arten globalt som nära hotad.
I ett ordspråk som förekommer på Iberiska halvön utpekas arten som farlig och blind. Spansk valsskink kan bita men den är inte giftig. Dessutom har den funktionala ögon.

## Underarter
Arten delas in i följande underarter:
- C. b. albaredae
- C. b. bedriagai